# Mazamitla
Mazamitla ist eine Ortschaft im mexikanischen Bundesstaat Jalisco und als Pueblo Mágico für seine Kiefernwälder und das Holz-Kunsthandwerk berühmt. Mazamitla liegt auf 2234 Metern in den Wäldern Mexikos und heißt so viel wie „Ort, wo man mit Pfeil und Bogen nach Rehen jagt“. Die Ortschaft, sie ist größter Ort des gleichnamigen Municipio und dessen Verwaltungssitz, hat 7865 Einwohner (Zensus 2010).
Mazamitla ist der Geburtsort des Bischofs Vicente Castellanos y Núñez.